# Laivajärvi (sjö i Posio, Lappland, Finland)
Laivajärvi eller Latvajärvi är en sjö i Finland. Den ligger i kommunen Posio i landskapet Lappland, i den norra delen av landet, 700 km norr om huvudstaden Helsingfors. Latvajärvi ligger 259,4 meter över havet.'LMV'/> Den ligger vid sjön Salmijärvet. Arean är 36,5 hektar och strandlinjen är 5,65 kilometer lång. Sjön  ingår i Koundaälvens huvudavrinningsområde. 
I övrigt finns följande vid Laivajärvi:
- Salmijärvet (sjöar)